# کریگ بارتلت
کریگ بارتلت (انگلیسی: Craig Bartlett؛ زادهٔ ۱۸ اکتبر ۱۹۵۶) یک پویانما است. وی از سال ۱۹۸۵ میلادی تاکنون مشغول فعالیت بوده‌است.